# کرسنت (نیویورک)
کرسنت (به انگلیسی: Crescent) یک منطقهٔ مسکونی در ایالات متحده آمریکا است که در نیویورک واقع شده‌است. کرسنت ۶۴٫۰۱ متر بالاتر از سطح دریا قرار دارد.